# Atzitzintla
Atzitzintla es una localidad del estado mexicano de Puebla. Es cabecera del municipio de Atzitzintla.

## Demografía
| Censo | Población |
| ----- | --------- |
| 1900  | 1842      |
| 1910  | 1813      |
| 1921  | 1451      |
| 1930  | 1681      |
| 1940  | 1476      |
| 1950  | 1271      |
| 1960  | 1632      |
| 1970  | 1955      |
| 1980  | 1927      |
| 1990  | 2786      |
| 1995  | 2926      |
| 2000  | 3147      |
| 2005  | 3115      |
| 2010  | 3170      |
| 2020  | 3524      |